# Polskarob

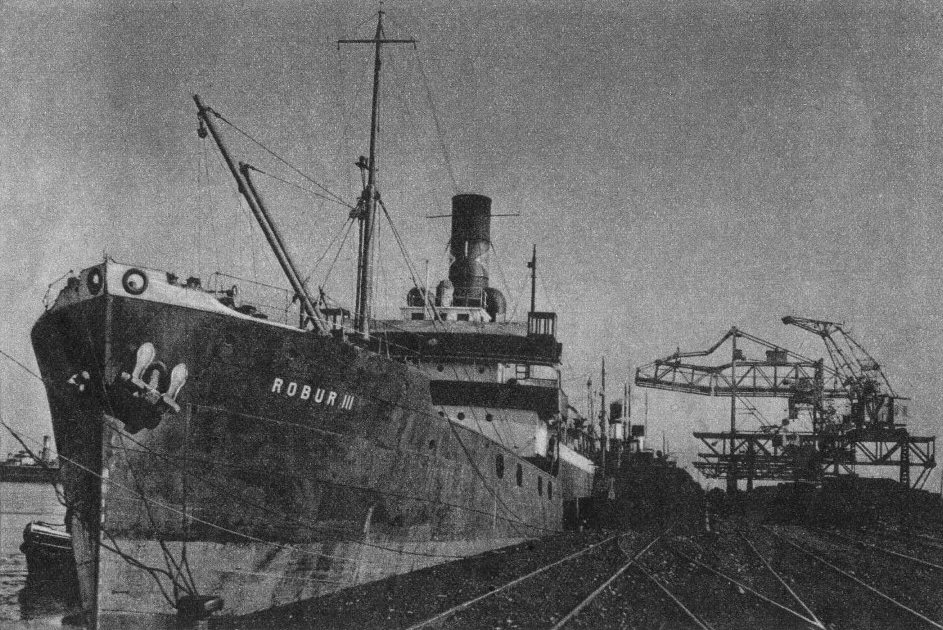
Robur III ok. 1935

Polskarob (Polsko-Skandynawskie Towarzystwo Transportowe SA w Gdyni) – przedsiębiorstwo armatorskie, spółka akcyjna istniejąca w latach 1927-1972.

## Powstanie firmy
Po podziale Śląska po I wojnie światowej na terenie Polski znalazło się 18 kopalni węgla kamiennego. Wcześniej dostarczały one węgiel głównie na rynek niemiecki. W wyniku reformy walutowej w 1924 i polsko-niemieckiej wojny celnej w 1925 utraciły one rynek zbytu. Rozpoczęto sprzedaż węgla do Skandynawii. Początkowo zajmowało się tym Towarzystwo Żegluga Wisła-Bałtyk, lecz zostało ono zlikwidowane w 1928 na skutek problemów finansowych.
Jednocześnie władze polskie, chcąc wspomóc rozwój portu w Gdyni i polskiej floty zaproponowało ulgi podatkowe dla firm inwestujących w port i statki.
Związek Kopalń Górnośląskich Robur podpisał umowę ze Skarbem Państwa 9 maja 1927. Na mocy tej umowy dzierżawił na 35 lat plac i nabrzeże w Gdyni, będąc zwolnionym z podatku obrotowego oraz na pięć lat podatku dochodowego. W zamian firma miała w ciągu dwóch lat uruchomić flotę o łącznej nośności nie mniejszej niż 15 tysięcy ton.
Do obsługi eksportu i transportu węgla założono w listopadzie 1927 „Polskarob”-Polsko-Skandynawskie Towarzystwo Transportowe SA w Gdyni. Faktycznym właścicielem firmy była berlińska firma „Effco”, należąca do Emmanuela Friedländera. Dyrektorem naczelnym został Alfred Falter. Alfred Falter wykupywał udziały w Effco i około 1936 stał się faktycznym właścicielem zarówno Polskarobu jak i Robura.
Spółką kierował Napoleon Korzon.

## Statki
Pierwszą jednostką eksploatowaną przez Polskarob był dość stary (zbudowany w 1879) statek SS Robur, będący własnością szwedzkiej firmy, związanej z koncernem Robur.
Ta sama szwedzka firma zakupiła drugi statek, na którym podniesiono polską banderę 7 października 1927. Został odkupiony przez Polskarob wiosną 1928 i nazwany SS Robur II. Następnie od szwedzkiej firmy odkupiono SS Robur, jednak jego eksploatacja była zbyt kosztowna i w 1930 został odsprzedany.
W sierpniu 1928 zakupiono SS Robur III.

SS Robur IV i SS Robur V zostały zamówione w stoczni w Göteborgu. Odebrano je w lipcu i sierpniu 1930.

SS Robur VI spółka nabyła w 1929, aby zastąpić SS Robur II, który zatonął 27 listopada 1928 w Zatoce Botnickiej wskutek wejścia na skały, bez ofiar w ludziach.

30 kwietnia 1938 w Burntisland w Szkocji zwodowano SS Robur VIII.

## Bunkrowanie
Oprócz wywozu węgla za granicę, Polskarob zajmował się też zaopatrywaniem w węgiel parowców. Od sierpnia 1928 firma, posiadając holowniki (Hala, Nida, Vega) oraz barki prowadziła bunkrowanie statków w porcie i na redzie. Od grudnia 1937 firma dysponowała nowoczesną jednostką SS Robur VII, przeznaczoną do zaopatrywania statków w węgiel. Mogła ona przeładowywać do 300 ton węgla na godzinę prosto do zasobni na bunkrowanym statku.

## Wojna i czasy powojenne
W czasie wojny firma funkcjonowała nadal, wszystkie jej statki - Robur III, Robur IV, Robur V, Robur VI i Robur VIII - znalazły się w Wielkiej Brytanii. Po pewnym czasie zaczęła funkcjonować pod nazwą "A. Falter Shipowner", a statkom zmieniono nazwy, przy czym nowe wybrano z Trylogii Sienkiewicza : Robur III nazwany został Kmicic, Robur IV - Częstochowa, Robur V - Kordecki, Robur VI - Zbaraż, a Robur VIII - Zagłoba. W czasie wojny trzy statki Alfreda Faltera zatonęły. SS Zbaraż został zbombardowany 15 lipca 1940 r. u wybrzeży Anglii, SS Częstochowa został storpedowany w nocy z 19/20 sierpnia 1941 r. przez niemiecki kuter torpedowy również u wybrzeży Anglii (oboma statkami dowodził w chwili ich zatonięcia kpt. Zygmunt Kinast). SS Zagłoba zaginął w lutym 1943 r. na Atlantyku w konwoju idącym ze Stanów Zjednoczonych wraz z całą załogą i kpt. Zbigniewem Deyczakowskim, z uwagi na śmierć 26 marynarzy była to największa strata Polskiej Marynarki Handlowej w czasie II wojny światowej. Pozostałe dwa statki przetrwały wojnę. Oba statki spółki po wojnie pozostały za granicą, zaś majątek w Polsce został znacjonalizowany. W sierpniu 1945 Sąd grodzki w Gdyni wydał wyrok przywracający firmie majątek, co zrealizowano w maju 1947, ale z braku floty działalność polegała jedynie na administrowaniu nieruchomościami i wyprzedaży. W 1966 spółkę postawiono w stan likwidacji i rozwiązano w sierpniu 1972.
Alfred Falter eksploatował ocalałe statki Kmicic (jako SS Chopin) oraz Kordecki (jako SS Copernicus) do roku 1949.
SS Robur VII, zatopiony u wejścia do portu gdyńskiego we wrześniu 1939, został wydobyty przez Niemców i przebudowany na statek ratowniczy. Po wojnie przekazany Wielkiej Brytanii a następnie ZSRR, wrócił do Polski w 1947 i jako statek ratowniczy (baza do wydobywania wraków) SS Smok służył w PRO do 1990.